# Silent Night (Bon Jovi)
Silent Night è una canzone dei Bon Jovi, scritta da Jon Bon Jovi. Fu estratta come quarto e ultimo singolo dal secondo album in studio del gruppo, 7800° Fahrenheit, nel dicembre del 1985. Debuttò nella classifica Mainstream Rock Tracks durante la settimana di Natale dello stesso anno, riuscendo a raggiungere la posizione #24 un mese dopo.

## Videoclip
Il videoclip di Silent Night inizia mostrando un uomo e una donna (molto probabilmente impegnati in qualche relazione sentimentale) seduti a un tavolo, l'uno di fronte all'altro. Alle loro spalle, si trovano tre maxi-schermi che mostrano i Bon Jovi mentre si esibiscono del brano. Ad un certo punto, la donna si alza dal tavolo, ma quando si dirige verso le immagini proiettate del gruppo che suona, queste scompaiono per mostrare un muro. Successivamente, le istantanee che iniziano a essere mostrate diventano quelle riguardanti varie fasi della vita delle due persone. Il video si conclude con la donna che riesce a entrare in uno dei tre maxi-schermi, lasciando l'uomo seduto da solo e sconsolato al tavolo.

## Formazione
- Jon Bon Jovi - voce
- Richie Sambora - chitarra solista, seconda voce
- David Bryan - tastiere, seconda voce
- Alec John Such - basso, seconda voce
- Tico Torres - batteria, percussioni